# Giovanni Battista Camozzi
Giovanni Battista Camozzi (Asolo-Asola, 1515 – Roma, 25 marzo 1581) è stato un letterato e filologo italiano.

## Biografia
Nacque da un'illustre famiglia di origini piemontesi che si era trasferita ad Asolo agli inizi del XV secolo. Non si conosce pressoché nulla delle sue origini e dei suoi primi anni (da una lettera sappiamo che ebbe un fratello, Giovanni Francesco) e la gran parte della sua biografia ci è nota grazie a Iacopo Augusto Tuano, suo contemporaneo.
Studiò all'università di Bologna, prima medicina e poi filosofia, ed ebbe anche alcune conoscenze di lingue orientali. Tra i suoi maestri va ricordato Ludovico Boccadiferro che gli trasmise la passione per Aristotele e del quale scrisse l'orazione funebre alla sua morte, nel 1545.
Il Camozzi risiedette a Bologna per un lungo periodo: nell'anno accademico 1549-1550 risultava maestro di retorica; successivamente papa Giulio III lo nominava professore di filosofia alla scuola spagnola. Sotto Paolo IV passò all'università di Macerata, ma con l'elezione di Pio IV venne chiamato a Roma.
A detta dei suoi biografi, nell'Urbe si occupò della traduzione dei Padri greci ma di questa attività restano scarse tracce, e non resta testimonianza nemmeno di accademica che di certo svolse.
Il Camozzi è noto per aver compilato edizioni, traduzioni e commentari di testi greci di scienze naturali, specialmente di Aristotele e dei suoi interpreti. Lavorò, inoltre, a una nuova edizione delle opere del medico Paolo di Egina tradotte da Iohannes Guenther. Altre sue opere sono la già citata orazione funebre a Boccadiferro, il De antiquitate litterarum, dedicato al cardinale Filippo Guastavillani, e alcuni manoscritti (Theodoreti episcopi Cyri interpretatio in Hieremiam prophetam e Oratio de pulchritudine). Da una lettera del Camozzi indirizzata al cardinale Guglielmo Sirleto sappiamo dell'esistenza di un'altra opera patristica: Theodoretus Compilator seu multifarius libellus interprete Ioanne B. Camotio.
Ebbe un figlio, Timoteo, autore di un commentario al De piscibus di Teofrasto non pervenutoci.